# Démographie de la Normandie
La démographie de la Normandie est caractérisée par une densité moyenne et une population âgée qui décroît depuis la création de la région.
Avec ses 3 339 074 habitants en 2022, la région française Normandie se situe en 10e position sur le plan national.
En cinq ans, de 2013 à 2018, sa population a diminué de près de 900 unités, c'est-à-dire de plus ou moins 180 personnes par an. Mais cette variation est différenciée selon les cinq départements que comporte la région.
La densité de population de la Normandie, 111,6 habitants par kilomètre carré en 2022, est supérieure à celle de la France entière qui est de 107,1 hab./km2 pour la même année.

## Évolution démographique de la région Normandie
| 1968      | 1975      | 1982      | 1990      | 1999      | 2008      | 2013      | 2018      |
| --------- | --------- | --------- | --------- | --------- | --------- | --------- | --------- |
| 2 757 520 | 2 901 847 | 3 006 341 | 3 128 565 | 3 202 385 | 3 293 092 | 3 328 364 | 3 327 477 |

## Population par divisions administratives

### Départements
La région Normandie comporte cinq départements.
| Département    | Population(2022) | Variation(2022/2017)                       | Superficie(km2) | Densité(hab./km2) |
| -------------- | ---------------- | ------------------------------------------ | --------------- | ----------------- |
| Seine-Maritime | 1 260 205        | en évolution de +0,35 % par rapport à 2016 | 6 278           | 200,7             |
| Calvados       | 704 605          | en évolution de +1,58 % par rapport à 2016 | 5 548           | 127               |
| Eure           | 601 305          | en évolution de −0,25 % par rapport à 2016 | 6 040           | 99,6              |
| Manche         | 496 815          | en évolution de −0,31 % par rapport à 2016 | 5 938           | 83,7              |
| Orne           | 276 144          | en évolution de −3,21 % par rapport à 2016 | 6 103           | 45,2              |
| Normandie      | 3 339 074        | -                                          | 29 906,7        | 111,6             |
| Source : Insee |                  |                                            |                 |                   |

## Structures des variations de population

### Soldes naturels et migratoires sur la période 1968-2018
La variation moyenne annuelle est décroissante depuis les années 1970, passant de 0,7 à 0,0 %.
Le solde naturel annuel qui est la différence entre le nombre de naissances et le nombre de décès enregistrés au cours d'une même année, a baissé, passant de 0,8 à 0,1 %. La baisse du taux de natalité, qui passe de 18,1 à 11,0 ‰, n'est en fait pas compensée par une baisse du taux de mortalité, qui parallèlement passe de 10,1 à 9,8 ‰.
Le flux migratoire est négatif et constant sur la période de 1968 à 2018, traduisant une perte d'attractivité de la région. Il vaut −0,1 %. 
|                                                  | 1968 à1975 | 1975 à1982 | 1982 à1990 | 1990 à1999 | 1999 à2008 | 2008 à2013 | 2013 à2018 |
| ------------------------------------------------ | ---------- | ---------- | ---------- | ---------- | ---------- | ---------- | ---------- |
| Variation annuelle moyenne de la population en % | 0,7        | 0,5        | 0,5        | 0,3        | 0,3        | 0,2        | -0,0       |
| - due au solde naturel en %                      | 0,8        | 0,6        | 0,6        | 0,4        | 0,3        | 0,3        | 0,1        |
| - due au solde apparent des entrées sorties en % | -0,1       | -0,1       | -0,1       | -0,1       | -0,0       | -0,1       | -0,1       |
| Taux de natalité en ‰                            | 18,1       | 15,4       | 15,0       | 13,0       | 12,5       | 12,2       | 11,0       |
| Taux de mortalité en ‰                           | 10,1       | 9,7        | 9,4        | 9,0        | 9,0        | 9,3        | 9,8        |
| Source : Insee                                   |            |            |            |            |            |            |            |

### Mouvements naturels sur la période 2014-2019
En 2014, 37 628 naissances ont été dénombrées contre 31 289 décès. Le nombre annuel des naissances a diminué depuis cette date, passant à 33 592 en 2019, indépendamment à une augmentation, mais relativement faible, du nombre de décès, avec 34 533 en 2019. Le solde naturel est ainsi négatif et diminue, passant de 6 339 à −941.

## Densité de population
En 2018, la densité était de 111,3 hab./km2.
| 1968 |  | 92.2 |  |

| 1975 |  | 97 |  |

| 1982 |  | 100.5 |  |

| 1990 |  | 104.6 |  |

| 1999 |  | 107.1 |  |

| 2008 |  | 110.1 |  |

| 2013 |  | 111.3 |  |

| 2018 |  | 111.3 |  |

## Répartition par sexes et tranches d'âges
La population de la région est âgée. En 2018, le taux de personnes d'un âge inférieur à 30 ans s'élève à 34,7 %, soit en dessous de la moyenne nationale (35,5 %). À l'inverse, le taux de personnes d'âge supérieur à 60 ans est de 27,7 % la même année, alors qu'il est de 25,9 % au niveau national.
En 2018, la région comptait 1 609 059 hommes pour 1 718 418 femmes, soit un taux de 48,36 % d'hommes, légèrement inférieur au taux national (48,37 %).
Les pyramides des âges de la région et de la France s'établissent comme suit.
| Hommes | Classe d’âge | Femmes |
| ------ | ------------ | ------ |
| 0,8    | 90 ou +      | 2      |
| 7,3    | 75-89 ans    | 10,2   |
| 18     | 60-74 ans    | 19     |
| 19,9   | 45-59 ans    | 19,3   |
| 17,9   | 30-44 ans    | 17,2   |
| 17,8   | 15-29 ans    | 15,9   |
| 18,3   | 0-14 ans     | 16,4   |

| Hommes | Classe d’âge | Femmes |
| ------ | ------------ | ------ |
| 0,7    | 90 ou +      | 1,9    |
| 7,0    | 75-89 ans    | 9,5    |
| 16,6   | 60-74 ans    | 17,5   |
| 20,0   | 45-59 ans    | 19,5   |
| 18,8   | 30-44 ans    | 18,3   |
| 18,3   | 15-29 ans    | 16,7   |
| 18,6   | 0-14 ans     | 16,7   |

## Répartition par catégories socioprofessionnelles
La catégorie socioprofessionnelle des retraités est surreprésentée par rapport au niveau national. Avec 30,1 %, elle est 3,2 points au-dessus du taux national (26,9 %).
La population de la région est âgée.
| Catégorie socioprofessionnelle                    | 2013      | 2013 | 2018      | 2018 | Détails de l'année 2018 | Détails de l'année 2018 | Détails de l'année 2018            | Détails de l'année 2018            | Détails de l'année 2018            |
| Catégorie socioprofessionnelle                    | Nb        | %    | Nb        | %    | Hommes                  | Femmes                  | Part en % de la population âgée de | Part en % de la population âgée de | Part en % de la population âgée de |
| Catégorie socioprofessionnelle                    | Nb        | %    | Nb        | %    | Hommes                  | Femmes                  | 15 à 24 ans                        | 25 à 54 ans                        | 55 ans ou +                        |
| ------------------------------------------------- | --------- | ---- | --------- | ---- | ----------------------- | ----------------------- | ---------------------------------- | ---------------------------------- | ---------------------------------- |
| Ensemble                                          | 2 710 904 | 100  | 2 734 385 | 100  | 1 305 014               | 1 429 370               | 100                                | 100                                | 100                                |
| Agriculteurs exploitants                          | 28 601    | 1,1  | 26 872    | 1    | 19 615                  | 7 257                   | 0,1                                | 1,4                                | 0,8                                |
| Artisans, commerçants, chefs d'entreprise         | 88 200    | 3,3  | 87 014    | 3,2  | 59 223                  | 27 791                  | 0,7                                | 5,2                                | 1,9                                |
| Cadres et professions intellectuelles supérieures | 167 370   | 6,2  | 176 173   | 6,4  | 103 349                 | 72 825                  | 1,4                                | 11,2                               | 3,1                                |
| Professions intermédiaires                        | 360 313   | 13,3 | 366 813   | 13,4 | 172 314                 | 194 499                 | 7,5                                | 23,7                               | 4,6                                |
| Employés                                          | 448 854   | 16,6 | 436 386   | 16   | 95 423                  | 340 963                 | 14,6                               | 25,6                               | 6,3                                |
| Ouvriers                                          | 420 485   | 15,5 | 393 778   | 14,4 | 313 799                 | 79 979                  | 15,2                               | 23,3                               | 4,8                                |
| Retraités                                         | 792 506   | 29,2 | 824 412   | 30,1 | 369 645                 | 454 767                 | 0                                  | 0,2                                | 71,7                               |
| Autres personnes sans activité professionnelle    | 404 575   | 14,9 | 422 937   | 15,5 | 171 647                 | 251 290                 | 60,5                               | 9,3                                | 6,8                                |
| Source : Insee                                    |           |      |           |      |                         |                         |                                    |                                    |                                    |